# 1983년 구정컵
1983년 구정컵은 해마다 홍콩에서 열리는 구정컵의 첫 번째 대회이다. 결승전에서 홍콩리그 올스타팀이 한국의 할렐루야 축구단을 2-0으로 무찌르면서 대회의 첫 우승팀이 됐다.

## 우승
| 1983년 구정컵 우승           |
| ---------------------------- |
| 영국령 홍콩                  |
| 홍콩리그 올스타 첫 번째 우승 |